# Dana Wheeler-Nicholson
Dana Wheeler-Nicholson (New York, 9 ottobre 1960) è un'attrice statunitense.

## Filmografia

### Cinema
- Fletch - Un colpo da prima pagina (Fletch), regia di Michael Ritchie (1985)
- L'androide (Circuitry Man), regia di Steven Lovy (1990)
- Tombstone, regia di George Pan Cosmatos (1993)
- Frank and Jesse, regia di Robert Boris (1994)
- Hello Denise! (Denise Calls Up), regia di Hal Salwen (1995)
- Fast Food Nation, regia di Richard Linklater (2001)

### Televisione
- Beverly Hills Buntz – serie TV, 13 episodi (1987-1989)
- X-Files (The X-Files) – serie TV, episodio 3x13 (1996)
- Sex and the City – serie TV, episodio 1x10 (1998)
- Law & Order - I due volti della giustizia (Law & Order) – serie TV, 1 episodio (2001)
- Law & Order - Criminal Intent – serie TV, 2 episodi (2006-2008)
- Grey's Anatomy – serie TV, 1 episodio (2020)
- Bull - serie TV, episodio 5x02 (2020)
- Law & Order - Unità vittime speciali (Law & Order: Special Victims Unit) - serie TV, episodio 24x03 (2022)

## Doppiatrici italiane
Nelle versioni in italiano delle opere in cui ha recitato, Dana Wheeler-Nicholson è stato doppiato da:
- Alessandra Korompay in Bull, Walker, Law & Order - Unità vittime speciali
- Ada Maria Serra Zanetti in Beverly Hills Buntz
- Cristina Boraschi in Tombstone
- Angiola Baggi in X-Files
- Patrizia Scianca in Law & Order: Criminal Intent (ep. 7x16)
- Francesca Guadagno in Grey's Anatomy